# Bezirk Magdeburg
Der Bezirk Magdeburg wurde anlässlich der Verwaltungsreform von 1952 nach Auflösung der Länder in der DDR als einer von insgesamt 14 Bezirken eingerichtet durch Beschluss des Landtags Sachsen-Anhalt am 25. Juli 1952. Er umfasste den gesamten nördlichen Teil des Landes Sachsen-Anhalt, das 1947 aus der preußischen Provinz Sachsen hervorging. Eingegliedert wurde zudem die Stadt Havelberg aus dem brandenburgischen Landkreis Westprignitz. Die Stadt Ziesar mit Umland und andere Gebiete im Osten der ehemaligen preußischen Provinz Sachsen gingen im Gegenzug an den Bezirk Potsdam. Der Bezirk Magdeburg war der flächenmäßig zweitgrößte Bezirk der DDR.
Mit der Wiedererrichtung der Länder auf dem Gebiet der DDR im Jahre 1990 wurde der Bezirk Magdeburg aufgelöst und dem Bundesland Sachsen-Anhalt zugeordnet.

## Verwaltungsgliederung
Der Bezirk umfasste bei seiner Gründung 1952 den Stadtkreis Magdeburg sowie folgende Kreise:
| - Burg - Gardelegen - Genthin - Halberstadt - Haldensleben - Havelberg - Kalbe (Milde) (bis zum 31. Dezember 1987) - Klötze - Loburg (bis zum 20. Juni 1957) - Oschersleben - Osterburg | - Salzwedel - Schönebeck - Seehausen (bis zum 2. Juli 1965) - Staßfurt - Stendal - Tangerhütte (bis zum 31. Dezember 1987) - Wanzleben - Wernigerode - Wolmirstedt - Zerbst |  |

In der Altmark, dem dünn besiedelten Norden des Bezirkes, wurde der Kreis Seehausen bereits am 2. Juli 1965 wieder aufgelöst und dem Kreis Osterburg zugeordnet. Mit Wirkung vom 1. Januar 1988 wurden dann die Kreise Kalbe (Milde) und Tangerhütte aufgelöst. Die übrigen Kreise blieben bis zur Wende 1989 bestehen. Mit der Auflösung des Bezirkes Magdeburg und deren Eingliederung in das neue Bundesland Sachsen-Anhalt werden von nun an die Kreise wieder als Landkreise bezeichnet.

## Regierungs- und Parteichefs

### Vorsitzende des Rates des Bezirkes
- 1952–1953: Josef Hegen (1907–1969)
- 1954–1959: Paul Hentschel (1913–1959)
- 1956–1957: Bruno Kiesler (kommissarisch) (1925–2011)
- 1959–1960: Otto Henning (kommissarisch) (1913–1976)
- 1960–1985: Kurt Ranke (1920–1999)
- 1985–1990: Siegfried Grünwald (1938–2022)
- 1990–9999: Wolfgang Braun (Regierungsbevollmächtigter) (1939–2016)

### Erste Sekretäre der SED-Bezirksleitung
- 1952–1979: Alois Pisnik (1911–2004)
- 1979–1983: Kurt Tiedke (1924–2015)
- 1983–1989: Werner Eberlein (1919–2002)
- 1989–9999: Wolfgang Pohl (* 1940)
- 1989–1990: Manfred Dunkel

## Wappen
Durch die Siegelordnung der DDR vom 28. Mai 1953 verloren alle regionalen Wappen ihre Bedeutung als Marke bzw. Siegel. Jedoch wurden die Wappen der Städte und Kreise weiterhin an Gebäuden oder in Publikationen verwendet, ohne eine amtliche Funktion zu erfüllen. Das in einigen Büchern verwendete Wappen des Bezirkes Magdeburg zeigt in Wirklichkeit das Wappen der Stadt Magdeburg. Amtlich war das Siegelwappen der DDR. Erst durch die Kommunalverfassung der DDR vom 17. Mai 1990 konnten Gemeinden und Kreise erstmals wieder ausdrücklich Wappen führen und als Siegel verwenden.

## Preisvergabe
Der Rat des Bezirkes Magdeburg vergab einen Erich-Weinert-Kunstpreis.